# Victoria Land
Victoria Land er et landområde på det antarktiske kontinent beliggende vest for Rosshavet og øst for Wilkes Land. Området blev opdaget af James Clark Ross i januar 1841 og navngivet efter dronning Victoria af Storbritannien. En anden opdagelsesrejsende i området var Douglas Mawson.

## Eksterne links
- Wikimedia Commons har flere filer relateret til Victoria Land

71°15′S 163°00′Ø / 71.250°S 163.000°Ø